# Guineaspis mignardi
Guineaspis mignardi är en insektsart som beskrevs av Alfred Serge Balachowsky 1952. Guineaspis mignardi ingår i släktet Guineaspis och familjen pansarsköldlöss.
Artens utbredningsområde är Guinea. Inga underarter finns listade i Catalogue of Life.